# منطقه تاریخی پارک کس
منطقه تاریخی پارک کس (به انگلیسی: Cass Park Historic District) یک منطقهٔ مسکونی در ایالات متحده آمریکا است که در میشیگان واقع شده‌است.